# Cryptanthus zonatus
Cryptanthus zonatus är en gräsväxtart som först beskrevs av Roberto de Visiani, och fick sitt nu gällande namn av Johann Georg Beer. Cryptanthus zonatus ingår i släktet Cryptanthus, och familjen Bromeliaceae. Inga underarter finns listade i Catalogue of Life.

## Bildgalleri

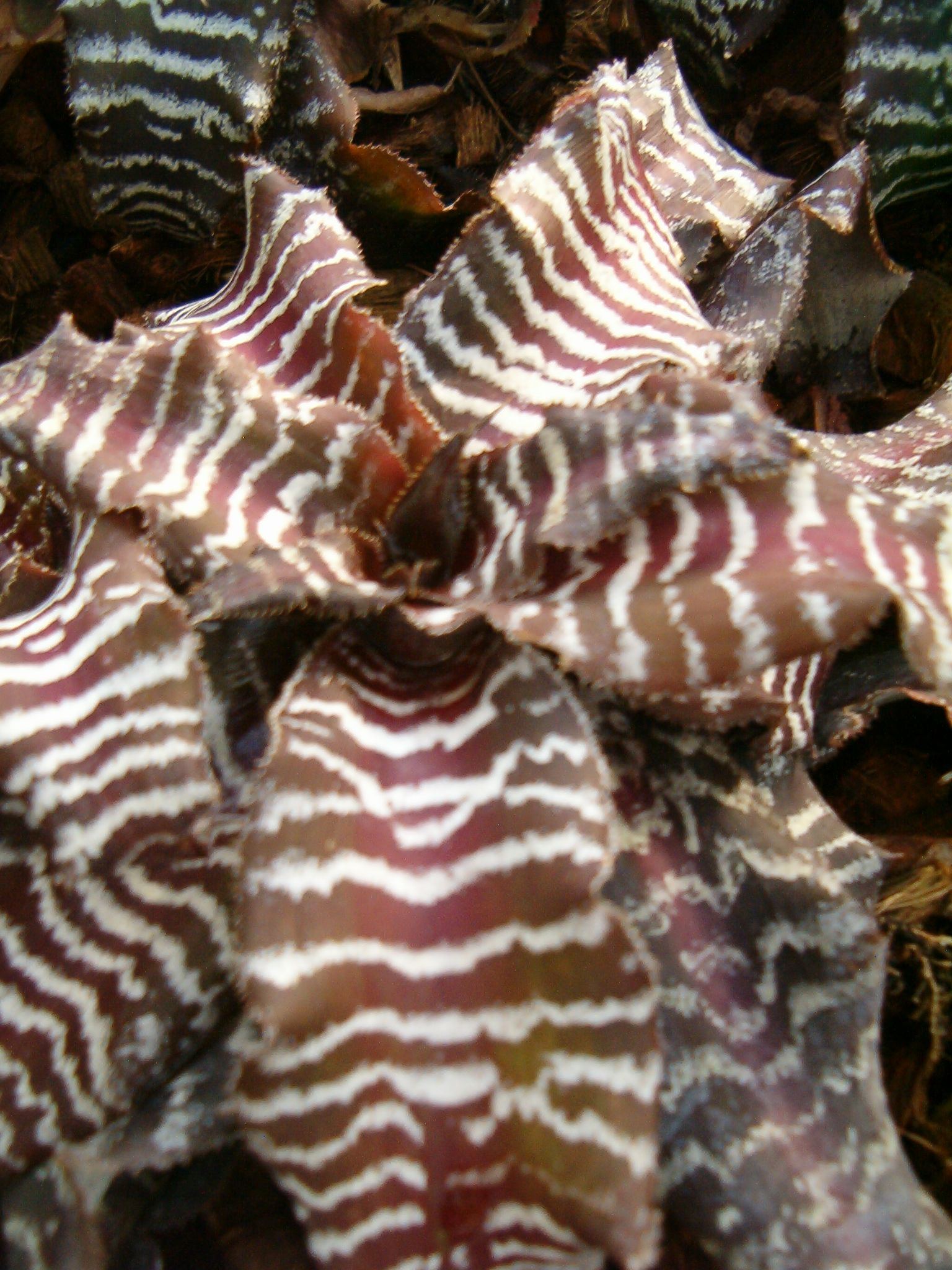
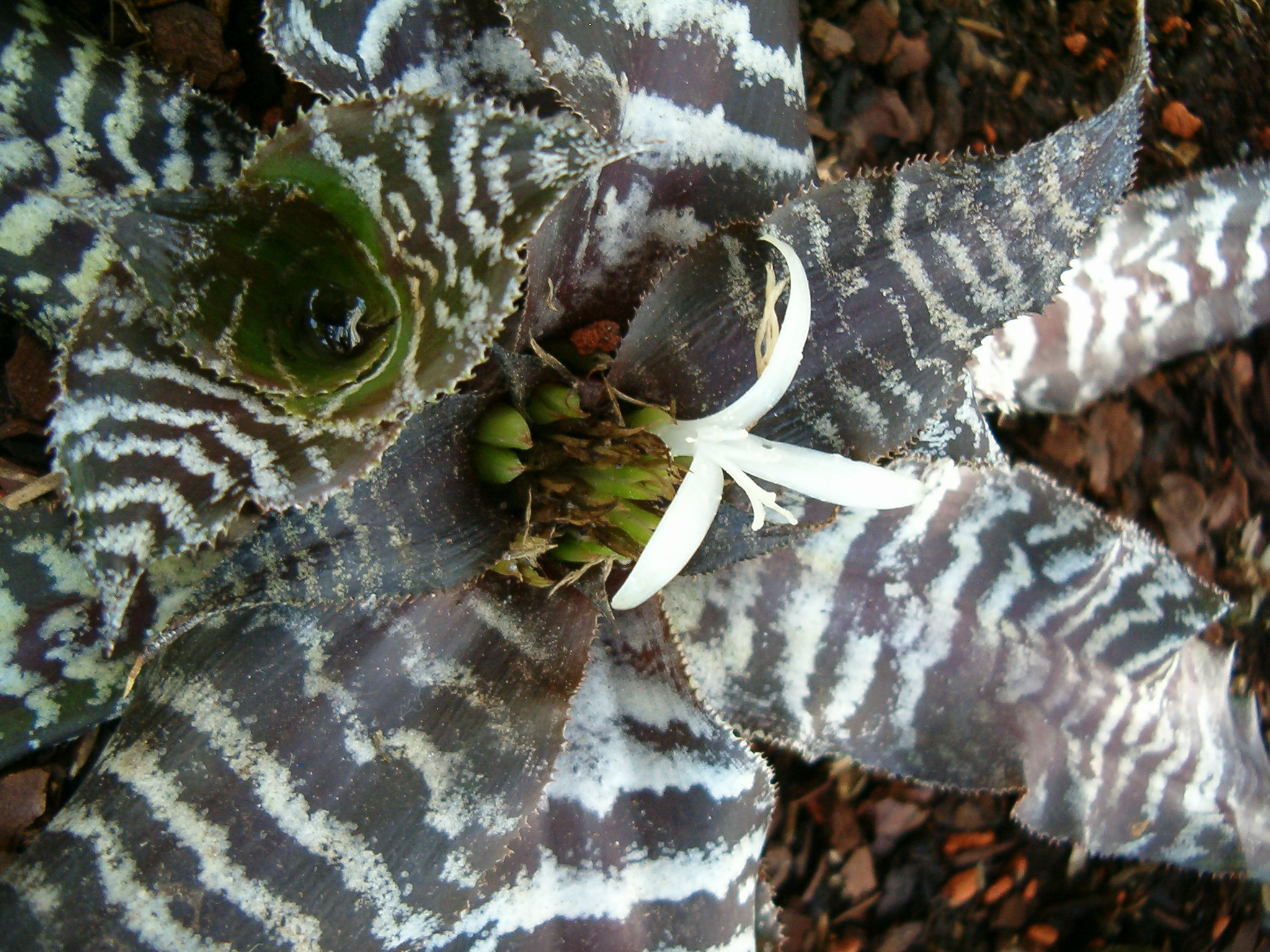
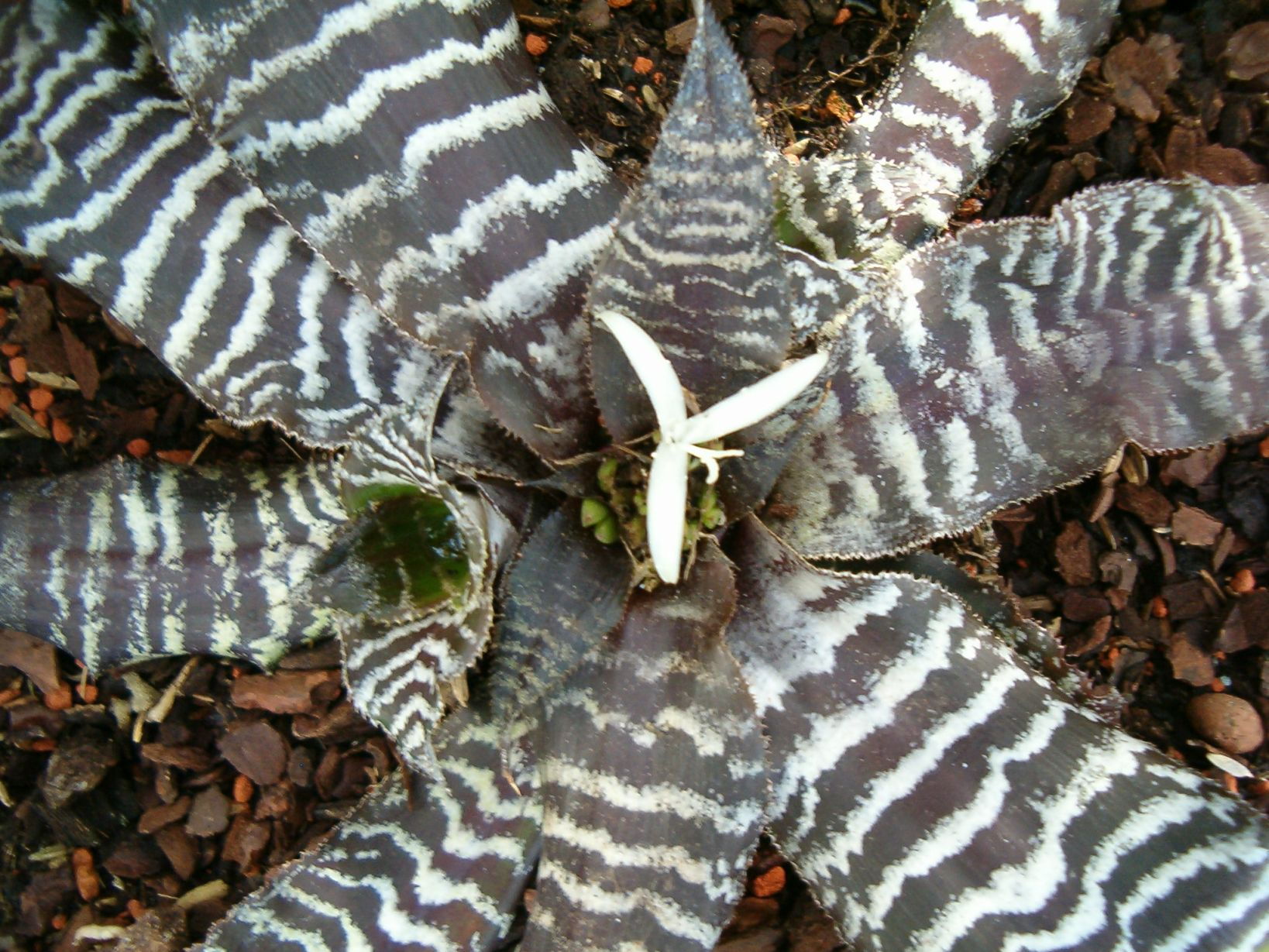
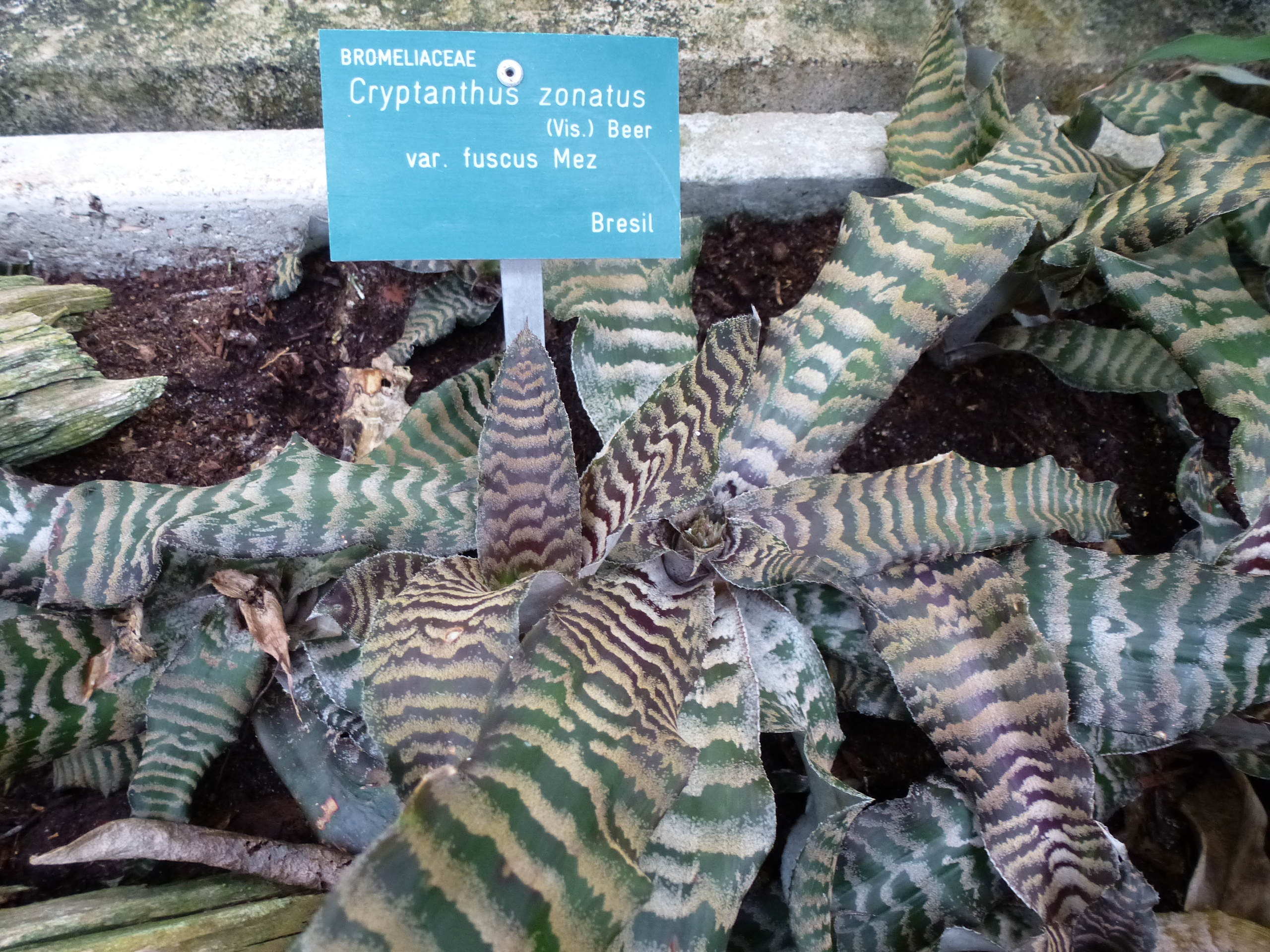